# Kefar Xemaryahu
Kefar Xemaryahu (en hebreu: כפר שמריהו) és un consell local proper a Tel-Aviv i a Herzliya. Forma part de l'àrea metropolitana de Gush Dan i del districte de Tel-Aviv.
Fou fundat l'any 1937 per immigrants jueus d'Alemanya. Malgrat que originàriament era una colònia agrícola, actualment és una urbanització de cases unifamiliars de luxe i moltes de les propietats tenen més d'una hectàrea d'extensió.
Kefar Xemaryahu comparteix una escola primària amb la vila de Rishpon. Disposa, a més, de guarderies, d'un centre comercial, d'una biblioteca pública i d'un aeròdrom que es fa servir com a escola d'aviació i d'enllaç per a aerotaxis.